# 파트리크 쥐스킨트
파트리크 쥐스킨트(Patrick Süskind, 1949년 3월 26일 ~ )는 독일의 소설가이다. 1991년 평생을 사랑과 죽음 앞에서 도망치는 별난 인물을 그린 <좀머씨 이야기>를 발표하여 독자들의 주목을 받았다.

## 어린 시절
쥐스킨트는 1949년 바이에른주 암바흐에서 태어났다. 그의 아버지는 작가이자 저널리스트인 빌헬름 에마누엘 쥐스킨트로, 쥐트도이체 차이툼에서 근무하였다. 쥐스킨트는 바이에른의 작은 마을 할츠하우젠에서 어린 시절을 보냈다. 그의 어머니는 스포츠 트레이너였고, 그의 형인 마르틴 쥐스킨트 또한 저널리스트이다.
아비투어를 보고 사회복무요원(Zivildienst)로 대체복무를 한 이후, 그는 1968년부터 1974년까지 뮌헨 대학과 엑상프로방스에서 중세와 현대사를 공부했지만 졸업하지는 않았다.

## 일생
1981년 그는 라디오 희곡으로 방송될 예정이였던 희곡 <콘트라바스>로 성공을 거두었다. 1984-85년의 연극 시즌 동안 이 연극은 500회 이상 공연되었다. 1980년대에 쥐스킨트는 TV 프로그램 모나코 프란츠 (1983)과 키르 로얄 (1987)등의 시나리오를 쓰는 등 시나리오 작가로도 성공하였다. 헬무트 디틀 감독이 제작한 1997년 영화 로시니로 그는 1996년 독일 문화부 각본상을 수상하였다.
그의 가장 잘 알려진 작품은 국제적으로 찬사를 받은 베스트셀러 1985년작 소설 『향수: 살인자의 이야기』이다. 〈향수〉는 9년 동안 독일 주간 뉴스 잡지 〈슈피켈〉의 베스트셀러 목록에 있었다. 또한 향수는 톰 티크베어가 감독한 영화로 각색되기도 하였다. 쥐스킨트는 장편소설 <비둘기>, <좀머씨 이야기> 등의 장편소설의 작가이기도 하다.

## 개인 생활
쥐스킨트는 뮌헨 제하임과 프랑스 몽톨에서 은둔 생활을 하고 있다.  그는 모든 문학상을 거부하고, 사진 찍히는 일조차 피하고 있다. 또한 그는 자신의 일에 대해 발설한 사람이면 친구 부모를 막론하고 절연을 선언해 버리며 여전히 은둔생활을 계속하고 있다

## 저서
- 《향수 Das Parfum - die Geschichte eines Moerders》, 열린책들(1991), 강명순 옮김, ISBN 978-89-329-0999-8
- 《좀머씨 이야기 Die Geschichte des Herrn Sommer》, 열린책들(1992), 유혜자 옮김. ISBN 978-89-329-0262-3
- 《콘트라바스 Der Kontrabass》, 열린책들(1993), 유혜자 옮김, ISBN 978-89-329-0276-0
- 《비둘기 Die Taube》, 열린책들(1994), 유혜자 옮김, ISBN 978-89-329-0275-3
- 《깊이에의 강요 Drei Geschichten und eine Betrachtung》, 열린책들(1994), 김인순 옮김, ISBN 978-89-329-0277-7
- 《로시니 혹은 누가 누구와 잤는가 하는 잔인한 문제 Rossini oder die moerderische Frage, wer mit wem schlief》, 열린책들(2002), 강명순 옮김, ISBN 978-89-329-0401-6
- 《사랑을 생각하다 Ueber Liebe und Tod》, 열린책들(2006), 강명순 옮김, ISBN 978-89-329-0664-5
- 《사랑의 추구와 발견 Vom Suchen und Finden der Liebe》, 열린책들(2006), 강명순 옮김, ISBN 89-329-0665-3